# Họ Cá voi lưng gù
Họ Cá voi lưng gù (Balaenopteridae) là họ gồm các loài cá voi tấm sừng lớn nhất, với 9 loài trong 2 chi. Họ này gồm loài động vật lớn nhất trên thế giới còn sinh tồn, cá voi xanh, có thể đạt đến 180 tấn, và cá voi vây, đạt đến 120 tấn; thậm chí loài nhỏ nhất trong họ, cá voi Minke, đạt đến 9 tấn.
Tên họ Balaenopteridae có nguồn gốc từ loại chi, Balaenoptera. Họ này được nhà động vật học John Edward Gray miêu tả vào năm 1864.

## Hình ảnh

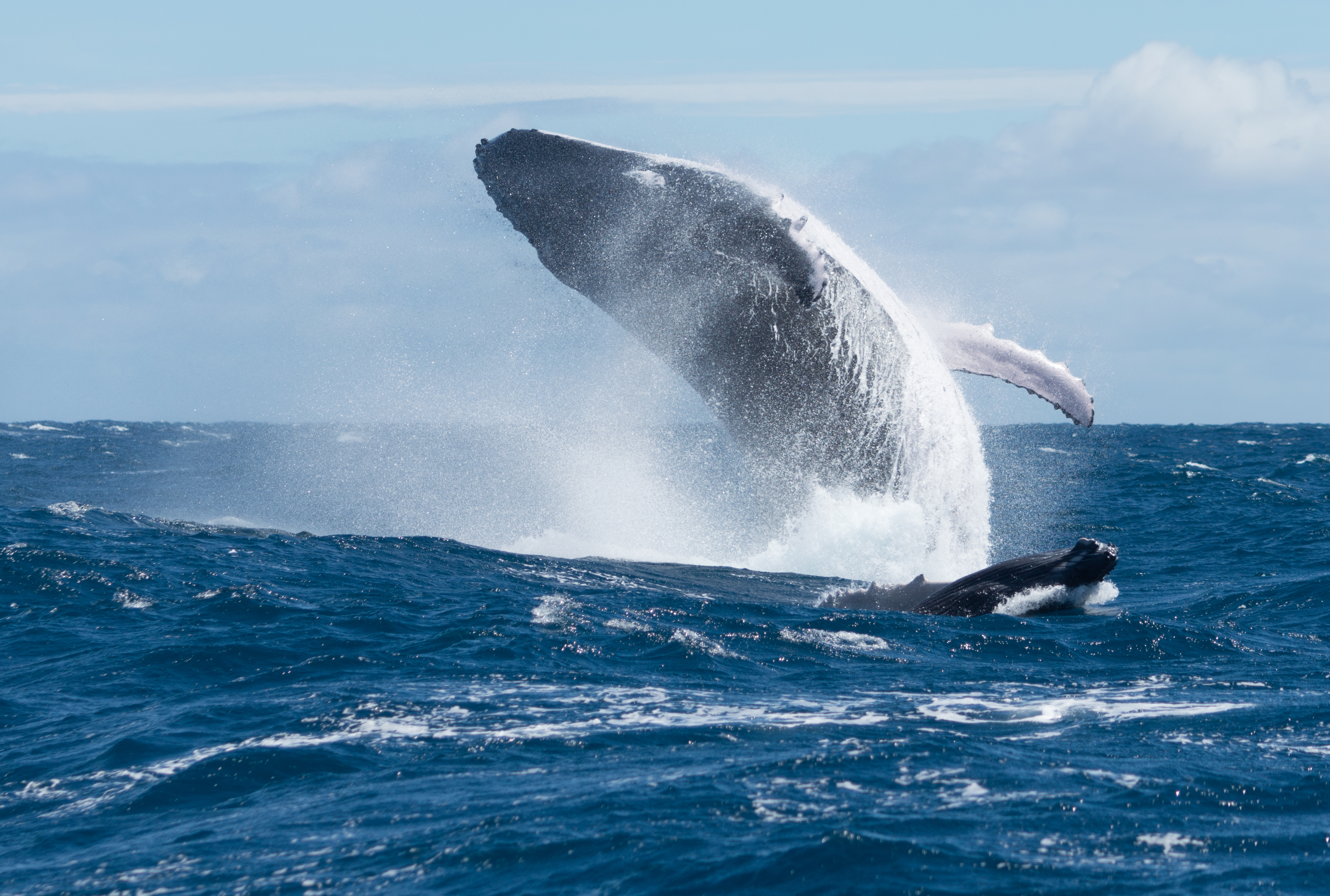
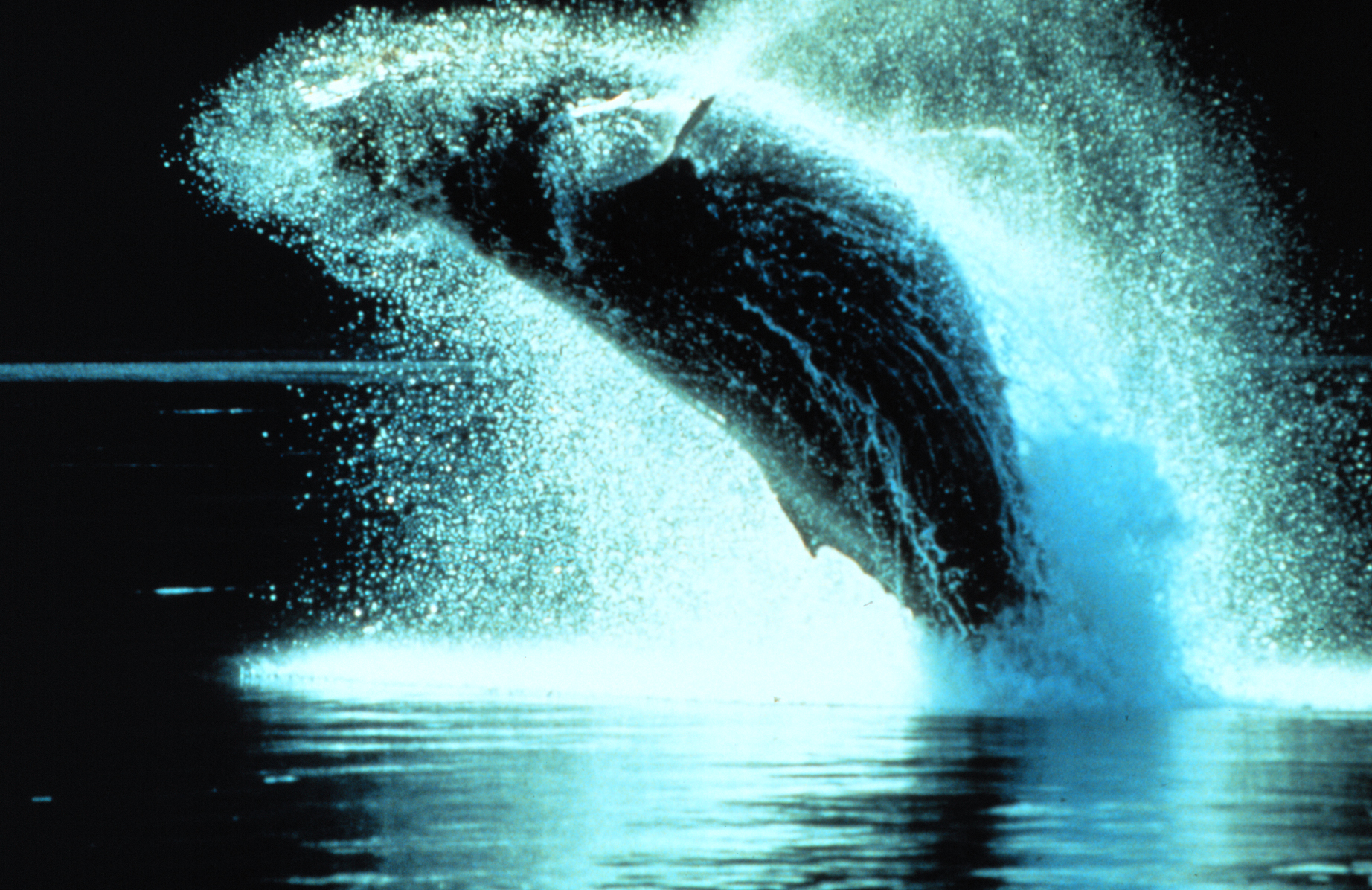
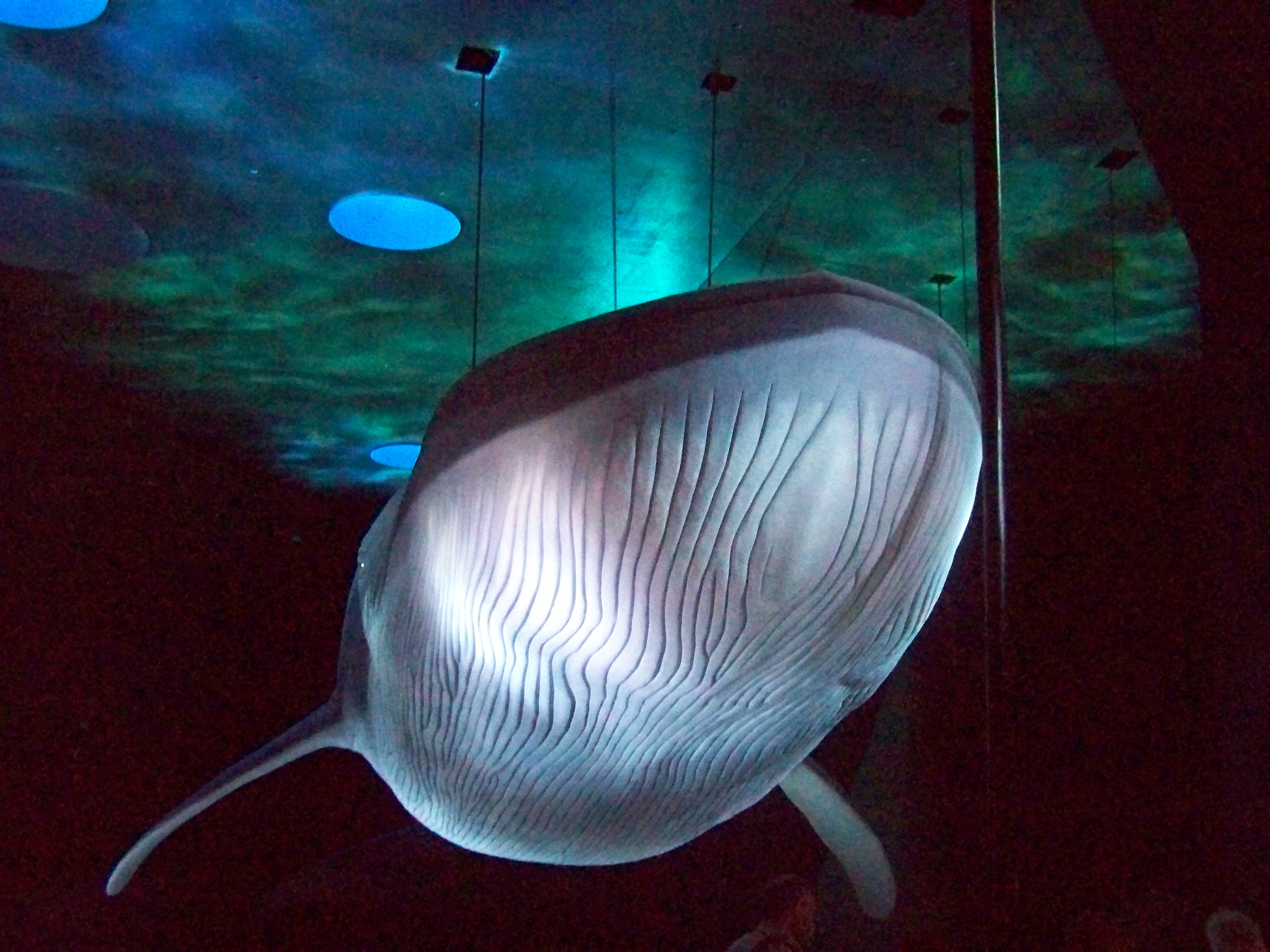